# 藤野テレビ中継放送局
藤野テレビ中継放送局（ふじのテレビちゅうけいほうそうきょく）は、神奈川県相模原市緑区に置かれているテレビ中継局である。

## 概要
- カバーエリアは相模原市緑区藤野地区。
- 本局（三ツ池公園）、平塚中継局が受信困難なテレビ神奈川のみで運営され、それ以外のNHKと在京民放キー局は、VHFの東京送信所が受信されていた[要文献特定詳細情報]。
- デジタル中継局は、2012年（平成24年）10月1日に、NHK（総合・Eテレ）、テレビ神奈川（tvk）及び、在京民放5局が開局した[要文献特定詳細情報]。

## 中継局概要

### 地上デジタルテレビ放送送信設備
| 放送局名          | リモコンキーID | 物理チャンネル | 空中線電力 | ERP   | 放送対象地域                                      | 放送区域内世帯数 | 偏波面   | 開局日        |
| NHK東京総合テレビ | 1              | 51ch           | 300mW      | 1W    | 関東広域圏 （茨城県、栃木県及び群馬県を含まない） | 1,697世帯        | 水平偏波 | 2012年10月1日 |
| NHK東京教育テレビ | 2              | 34ch           | 300mW      | 930mW | 全国                                              | 1,697世帯        | 水平偏波 | 2012年10月1日 |
| tvkテレビ神奈川   | 3              | 33ch           | 300mW      | 950mW | 神奈川県                                          | 1,697世帯        | 水平偏波 | 2012年10月1日 |
| NTV日本テレビ     | 4              | 32ch           | 300mW      | 910mW | 関東広域圏                                        | 1,697世帯        | 水平偏波 | 2012年10月1日 |
| EXテレビ朝日      | 5              | 46ch           | 300mW      | 910mW | 関東広域圏                                        | 1,697世帯        | 水平偏波 | 2012年10月1日 |
| TBSテレビ         | 6              | 45ch           | 300mW      | 910mW | 関東広域圏                                        | 1,697世帯        | 水平偏波 | 2012年10月1日 |
| TXテレビ東京      | 7              | 50ch           | 300mW      | 910mW | 関東広域圏                                        | 1,697世帯        | 水平偏波 | 2012年10月1日 |
| CXフジテレビ      | 8              | 38ch           | 300mW      | 910mW | 関東広域圏                                        | 1,697世帯        | 水平偏波 | 2012年10月1日 |

- 送信点は神奈川県相模原市緑区牧野（鉢岡山）[要文献特定詳細情報]
- tvk以外は、デジタル新局で開局[要文献特定詳細情報]。
- 2012年8月24日に予備免許が交付、10月1日に本免許が交付され、同日から本放送を開始[要文献特定詳細情報]。

### 地上アナログテレビ放送送信設備
| 放送局名        | チャンネル | 空中線電力        | ERP             | 放送対象地域 | 放送区域内世帯数 |
| tvkテレビ神奈川 | 59ch       | 映像3W /音声750mW | 映像12W /音声3W | 神奈川県     | 不明             |

- 2011年7月24日で廃局。